# 아요디아 분쟁

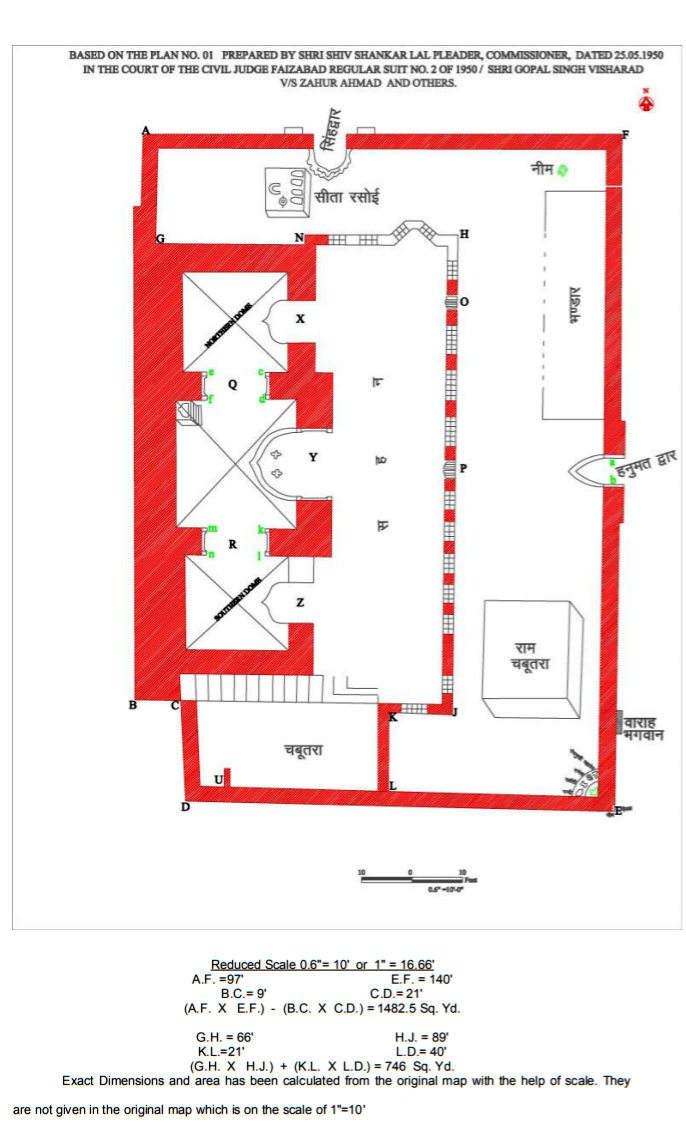
아요디아 분쟁 지역.

아요디아 분쟁은 인도 우타르프라데시주 아요디아시의 토지 부지를 중심으로 한 인도의 정치적, 역사적, 사회 종교적 논쟁이다. 이 문제는 적어도 18세기부터 많은 힌두교도들 사이에서 그들의 신 라마의 탄생지로 간주되는 장소의 통제, 그 장소에서 바브리 마스지드 모스크의 역사와 위치, 그리고 이전 힌두 사원이 모스크를 만들기 위해 철거되거나 수정되었는지에 관한 것이다.
바브리 마스지드가 있는 곳은 적어도 1822년부터 라마의 출생지라고 주장되어 왔다. 파이자바드 법원의 교육감인 하피줄라는 1822년에 법원에 보고서를 제출하여 "바부르 황제가 세운 모스크는 람의 출생지에 위치하고 있다"고 주장했다. 1855년에 지역 무슬림들은 인근의 하누만 가르히 사원이 이전 모스크 부지 위에 지어졌다고 확신하게 되었고 사원을 철거하기로 결심하여 많은 무슬림들이 사망했다. 1857년에 라마의 출생지로 추정되는 곳에 있는 바브리 마스지드의 뜰에 차부트라가 세워졌다. 이 분쟁의 결과로 1885년에 법원이 라마의 출생지로 여겨지는 차부트라를 바브리 마스지드의 뜰에 둘러싸기 위해 사원을 건설해 줄 것을 요청했지만 힌두교도들이 소유권을 누리고 있지 않다는 이유로 거절당했다. 이 결정은 1년 후 항소되었고 파이자바드 지방 법원은 "마스지드가 힌두교도들에 의해 특별히 신성시되는 땅에 지어졌어야 한다는 것은 가장 불행한 일이다. 그러나 356년 전에 일어난 그 사건이므로 불만을 해결하기에는 지금 너무 늦었다."고 선고했다.  1934년 바브리 마스지드를 손상시킨 소 도살 이후 힌두교 폭동이 뒤따랐다. 1949년 라마의 신자들은 모스크에 그에게 헌정된 우상을 놓았고 그 후에 그 구조물은 무슬림들에게 출입 금지 지역으로 선언되었다.
바브리 마스지드는 1992년 12월 6일 정치 집회 도중 파괴되어 인도 아대륙 전역에서 폭동이 일어났다. 이전에 많은 시도가 좌절되었고, 그 중 하나는 1990년 아요디아 총격 사건으로 이어졌다. 후속 토지 소유권 소송이 알라하바드 고등법원에 제기되었고, 2010년 9월 30일 판결이 선고되었다. 알라하바드 고등법원의 세 판사는 판결에서 아요디아 땅을 세 부분으로 나누도록 판결했는데, 1/3은 비슈바 힌두 파리샤드로 대표되는 람랄라 또는 유아 라마, 1/3은 우타르프라데시주 수니파 중앙 와크프 위원회, 나머지 3/3은 힌두교 교파인 니르모히 아카하라에게 있다고 판결했다..
5명의 판사로 구성된 대법원 판사는 2019년 8월부터 10월까지 타이틀 분쟁 사건들을 심리했다. 2019년 11월 9일, 란잔 고고이 대법원장이 이끄는 대법원은 그들의 평결을 발표했다; 그것은 이전의 결정을 무효로 했고 세금 기록에 근거하여 그 땅이 정부 소유라고 판결했다. 그것은 또한 힌두 사원을 건설하기 위해 신탁에게 그 땅을 넘겨줄 것을 명령했다. 그것은 또한 모스크를 건설하기 위해 정부가 우타르 프라데시 수니파 중앙 와크프 위원회에게 대체 2.0 헥타르 (5 에이커)의 땅을 주라고 명령했다.
2020년 2월 5일, 인도 정부는 그곳에 람 사원을 재건하기 위해 슈리 람 얀마붐 티어스 크셰트라라는 이름의 신탁을 발표했다. 또한 1992년에 철거된 바브리 마스지드를 대체할 모스크를 건설하기 위해 아요디아의 단니푸르에 대체 부지를 할당했다.
2024년 1월 22일 람 만디르가 공식 개장했다. 나렌드라 모디 총리는 새로운 시대의 시작이라고 주장하며 봉헌을 주도했다. 2024년 12월까지 사원이 완전히 완공될 예정이다.

## 같이 보기
- 람 잔마부미
- 람 만디르
- 바브리 마스지드